# Левая Пайера
Левая Пайера (устар. Левая Пай-Ёра) — река в Шурышкарском районе Ямало-Ненецкого АО России. Устье реки находится на 3-м км по правому берегу реки Бурхойла. Длина реки составляет 22 км, значительный правый приток — Ямбатывис.

## Данные водного реестра
По данным государственного водного реестра России относится к Нижнеобскому бассейновому округу, водохозяйственный участок реки — Обь от впадения реки Северная Сосьва до города Салехард, речной подбассейн реки — бассейны притоков Оби ниже впадения Северной Сосьвы. Речной бассейн реки — (Нижняя) Обь от впадения Иртыша.